# Chalcoscirtus pseudoinfimus
Chalcoscirtus pseudoinfimus är en spindelart som beskrevs av Vladimir I. Ovtsharenko 1978. Chalcoscirtus pseudoinfimus ingår i släktet Chalcoscirtus och familjen hoppspindlar. Inga underarter finns listade i Catalogue of Life.